# Fusinus colpoicus
Fusinus colpoicus is een slakkensoort uit de familie van de Fasciolariidae. De wetenschappelijke naam van de soort is voor het eerst geldig gepubliceerd in 1909 door Dall.